# Herman U. S. A.
Herman U.S.A. là một bộ phim hài tình cảm sản xuất năm 2001 American được đạo diễn bởi Bill Semans.

## Diễn viên
- Michael O'Keefe vai Dennis
- Kevin Chamberlin vai Wayne
- Enid Graham vai Dorrie
- Ann Hamilton vai Sharon
- Garth Schumacher vai Walter
- Wally Dunn vai Sigurd
- Anthony Mockus Sr. vai Arvid
- Christina Rouner vai June
- Marjie Rynearson vai Lillian
- Kim Sykes vai Kim
- Richard Wharton vai Vern
- Mark Benninghoffen vai Rick
- Suzanne Warmanen vai Nancy
- Tom Price vai Harry